# Histoire de Florence

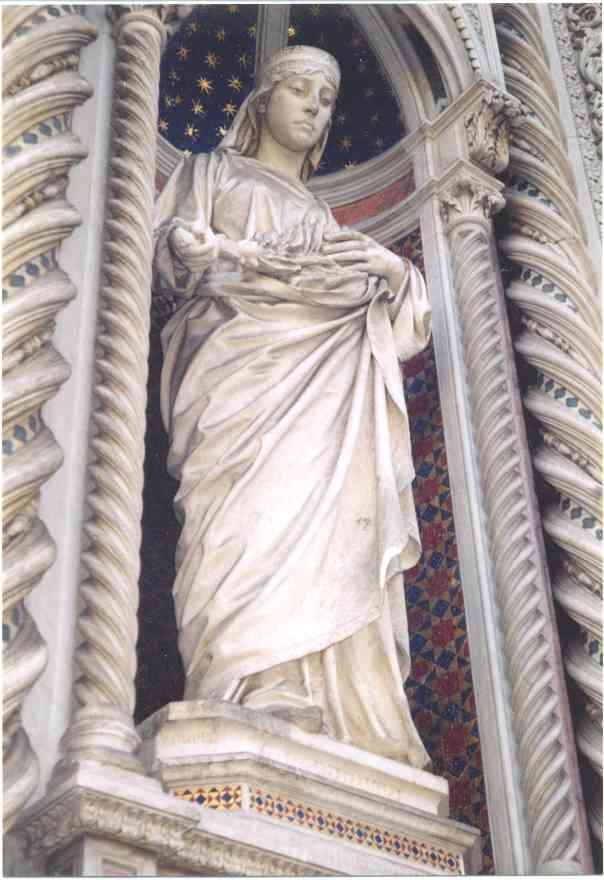
Florence – Sainte Réparate : détail de la façade du dôme

Florence a été fondée pendant l'époque romaine, en 59 av. J.-C., près du fleuve Arno. Elle n'a été qu'une simple bourgade jusqu'au XIIe siècle, début de son essor économique et artistique sous la forme d'une république libre et indépendante, période qui dura jusqu'au XVIe siècle. Florence est également le berceau de la langue italienne moderne, fondée sur l'œuvre de Dante.

## Préhistoire et premières implantations
À l’époque quaternaire, la plaine de Florence-Prato-Pistoia était occupée par un grand lac, dormant entre les reliefs du Montalbano à l’ouest, du Monte Giovi au nord et des premières collines du Chianti au sud. Lorsque l’eau se retira, la plaine, située à une cinquantaine de mètres au-dessus du niveau de la mer, resta constellée de tant d’étangs et de marécages que, surtout dans la région de Campi Bisenzio, Signa et Ripoli, ces étendues d’eau furent une constante du territoire jusqu’à ce que des assainissements soient réalisés à partir du XVIIIe siècle. Une partie du musée de géologie et de paléontologie de Florence illustre remarquablement bien cette période de la préhistoire toscane, avec des fiches explicatives et des pièces[réf. nécessaire].
Une population italique, originaire de Villanova, aurait vécu au confluent du Mugnone et de l’Arno entre le Xe et le VIIIe siècle av. J.-C. Entre le VIIe et le VIe siècle av. J.-C., les Étrusques devaient utiliser le gué facile d’accès du fleuve Arno au niveau de son confluent, où la plaine était plus étroite en raison de la proximité des collines au nord et au sud. À cet endroit, ils avaient probablement construit une passerelle ou un système de passage, qui devait se trouver à une dizaine de mètres de l’actuel Ponte Vecchio, au point le plus étroit du gué. Pour se protéger des armées étrangères et des inondations, ils préférèrent toutefois ne pas fonder de cité dans la plaine et ils s’établirent, à environ 6 km du gué, sur une colline où se développa le centre fortifié de Fiesole, desservi par une route qui reliait tous les principaux centres étrusques depuis l’Emilie jusqu'au nord du Latium[réf. nécessaire].

## Les Romains

### «Florentia, ville de la fleur»

Fleur de lys de Florence.

Deux hypothèses s’affrontent quant à l’origine du village de « Florentia »[style à revoir]. Pour certains, il aurait été fondé au printemps, durant les « Jeux floraux », afin d’honorer la déesse Flore, mais d’autres attribuent le choix de ce nom à l’abondance de lys fleuris dans la zone.
Les Romains étaient en fait particulièrement sensibles aux horoscopes et la période marquant le début de l’année astrologique et astronomique était jugée particulièrement favorable. On retrouve ces croyances dans les écrits de Dante, qui situa son voyage de La Divine Comédie au XIVe siècle sous la constellation du Bélier, et dans ceux de Pétrarque, qui, dans Rime (CCXI), entre dans le labyrinthe le 6 avril. La constellation, le printemps et la fleur reviennent donc continuellement dans les événements florentins.
Quand la décision fut prise de nommer la monnaie, le nom retenu fut le florin et c'est l'iris qui vint orner les gonfalons. Quand il fallut ensuite dédier la cathédrale, le choix se porta sur Marie et on lui attribua le nom distinctif de « del Fiore » pour marquer son appartenance à Florence.

### Premières implantations
Des historiens débattent encore de l’existence d’une implantation préromaine et certains vont même jusqu’à soutenir l’hypothèse selon laquelle il aurait existé un « municipe », qui aurait été détruit par Sylla.
Toutefois, l’histoire connue de Florence commence traditionnellement en 59 av. J.-C. avec la fondation par les Romains d’un village appelé « Florentia » et destiné aux vétérans de l’armée. 
Selon certains historiens, la ville aurait été fondée pour des raisons politiques et stratégiques précises : en 62 av. J.-C., Fiesole était devenu un repaire de partisans de Catilina et César aurait décidé la création d’un avant-poste à seulement six kilomètres pour contrôler les voies de communication. 
En 59 av. J.-C., la ville avait déjà une structure assez proche de celle du castrum classique, avec deux voies se croisant pour diviser en deux parties distinctes le camp militaire antique.
La ville césarienne reprenait le plan classique prévu par les arpenteurs romains : elle était quadrangulaire et divisée par sept routes, qui suivaient l’axe nord/sud et venaient couper à la perpendiculaire cinq routes suivant l’axe est/ouest.
Les Romains consolidèrent les berges de l’Arno et du Mugnone et le choix du site s’avéra avantageux pour les transports : la ville antique de Florentia se trouva en effet sur le tracé de la Via Cassia Nova – une voie consulaire –, à un endroit très important d’un point de vue stratégique, car il permettait de contrôler le bout de la vallée de l’Arno, dans les Apennins, et l’entrée de la plaine qui conduisait à la mer en direction de Pise. Les premières informations précises sur l’implantation datent de 123, année de construction du premier véritable pont sur l’Arno.
Autour du camp militaire romain commençaient alors à apparaître tous les édifices caractéristiques de la ville romaine (un aqueduc partant du Monte Morello, un forum à la place de l’actuelle Piazza della Repubblica, au moins deux thermes, des théâtres et des amphithéâtres), tandis que le territoire alentour était délimité en zones cultivées régulières. Sur les cartes aériennes de zones comme celle autour de Peretola, par exemple, on peut encore apercevoir des traces évidentes de cette activité. Il existait aussi un port fluvial, rendant le commerce possible avec Pise.
Une véritable ville apparut ainsi et, en raison de son origine militaire, elle fut dédiée au dieu Mars qui devint le premier patron de Florentia. 

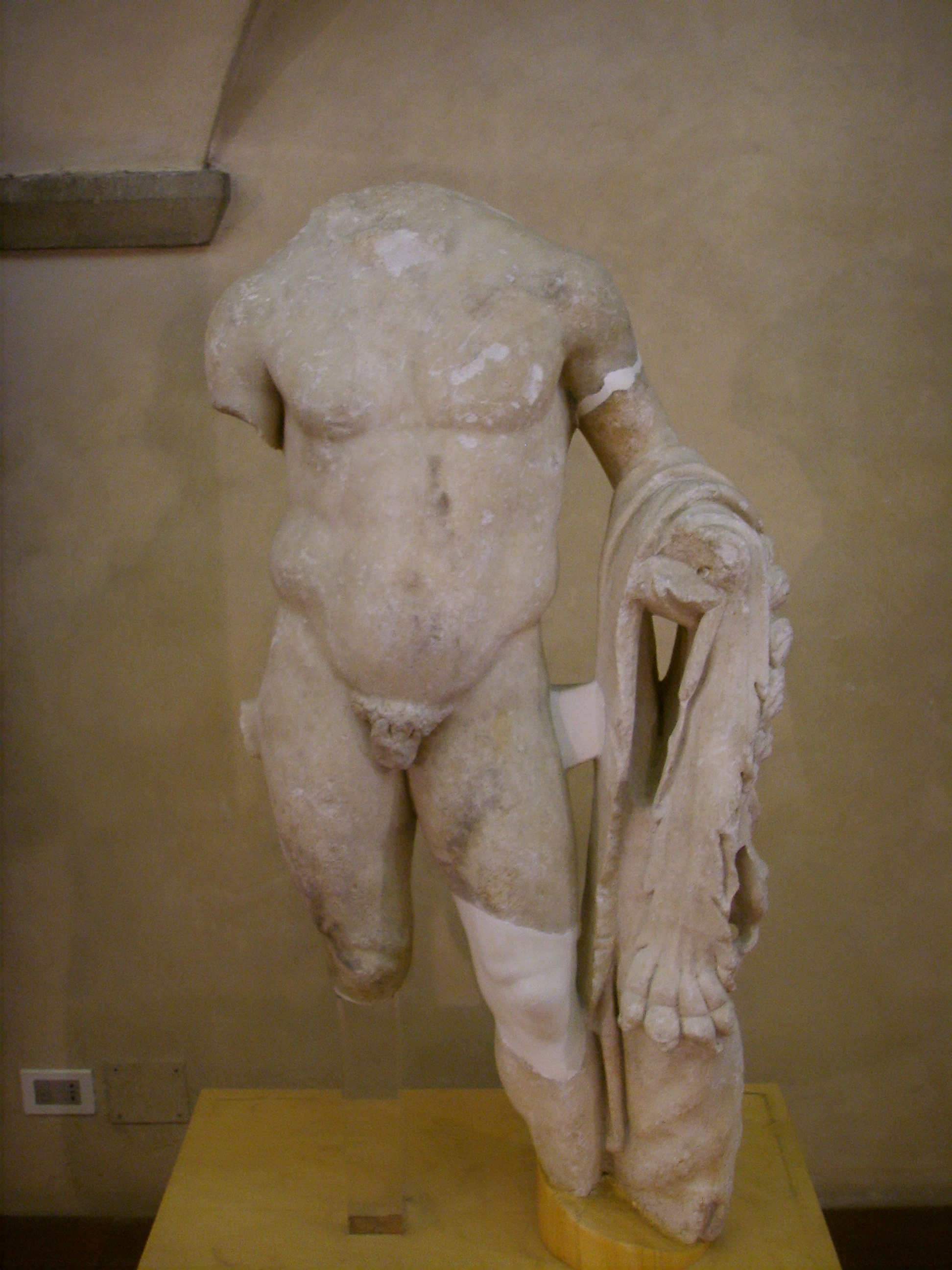
Statue romaine trouvée lors des fouilles des thermes, Musée historique et topographique de Florence

Il est encore possible de distinguer les contours de la cité romaine sur les cartes topographiques de l’actuelle ville de Florence, où apparaît au premier coup d’œil le centre carré original avec ses rues perpendiculaires croisant le cardo et le decumanus – les deux rues principales –, matérialisés aujourd’hui par la Via degli Strozzi, la Via del Corso et la Via degli Speziali, qui coupent le centre d’est en ouest, et par la Via Roma et la Via Calimala, qui le traversent du nord au sud pour aller franchir l’Arno. Le quadrilatère, ceint de remparts fortifiés avec de nombreuses tours, mesurait environ 1 800 mètres de côté et accueillait, selon les estimations, une population de 10 000 à 15 000 personnes. Tant de portes furent créées à l’intérieur de ce centre, que certaines d’entre elles furent utilisées jusqu’à la fin du haut Moyen Âge.
En 285, durant la réorganisation de l’Empire romain, Dioclétien établit à Florence même le siège du corrector (gouverneur) de la Tuscie, consacrant l’importance stratégique de la ville. Les marchands orientaux (dont une importante colonie s’établit sur la rive gauche de l’Arno, juste de l’autre côté du pont) introduisirent d’abord le culte d’Isis, puis le christianisme à partir du IIe siècle.
Il ne reste aucun monument visible de l’époque romaine, car Florence connut un développement rapide durant la période suivante et la ville médiévale fut construite sur la cité romaine avant de s’étendre.
Pourtant, le sous-sol nous livre aujourd’hui encore des constructions comme le complexe thermal de la Piazza della Signoria, découvert juste à côté de la pente qui descend vers la Piazza San Firenze où se trouvait vraisemblablement le théâtre, aujourd’hui recouvert par le palais de la famille Gondi.
Mais le monument le plus reconnaissable est l’amphithéâtre qui, même s’il est envahi par des maisons médiévales d’où pointent des vestiges de la construction primitive en terre cuite (y compris les arcs d’accès), conserve toujours sa forme ovale. Ce n’est donc pas un hasard si la rue qui en fait le tour a été appelée Via Tòrta, autrement dit la « rue tordue. »
Le musée archéologique national et le musée historique et topographique de Florence abritent la plus riche collection de vestiges de Florentia, avec de nombreuses pièces et des départements à but pédagogique.

## L'époque paléochrétienne

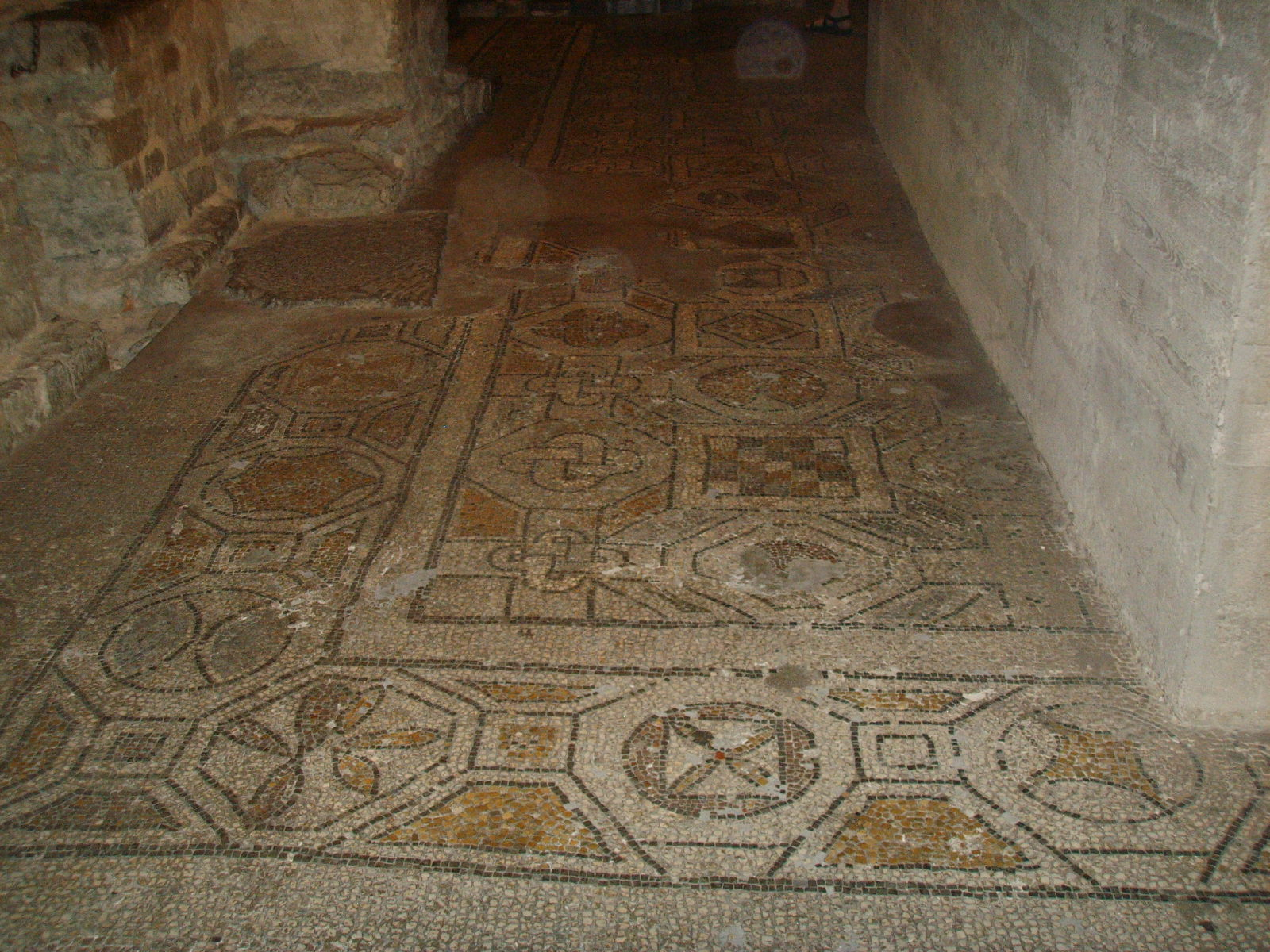
La mosaïque de pavement paléochrétienne dans l'église Sainte-Réparate

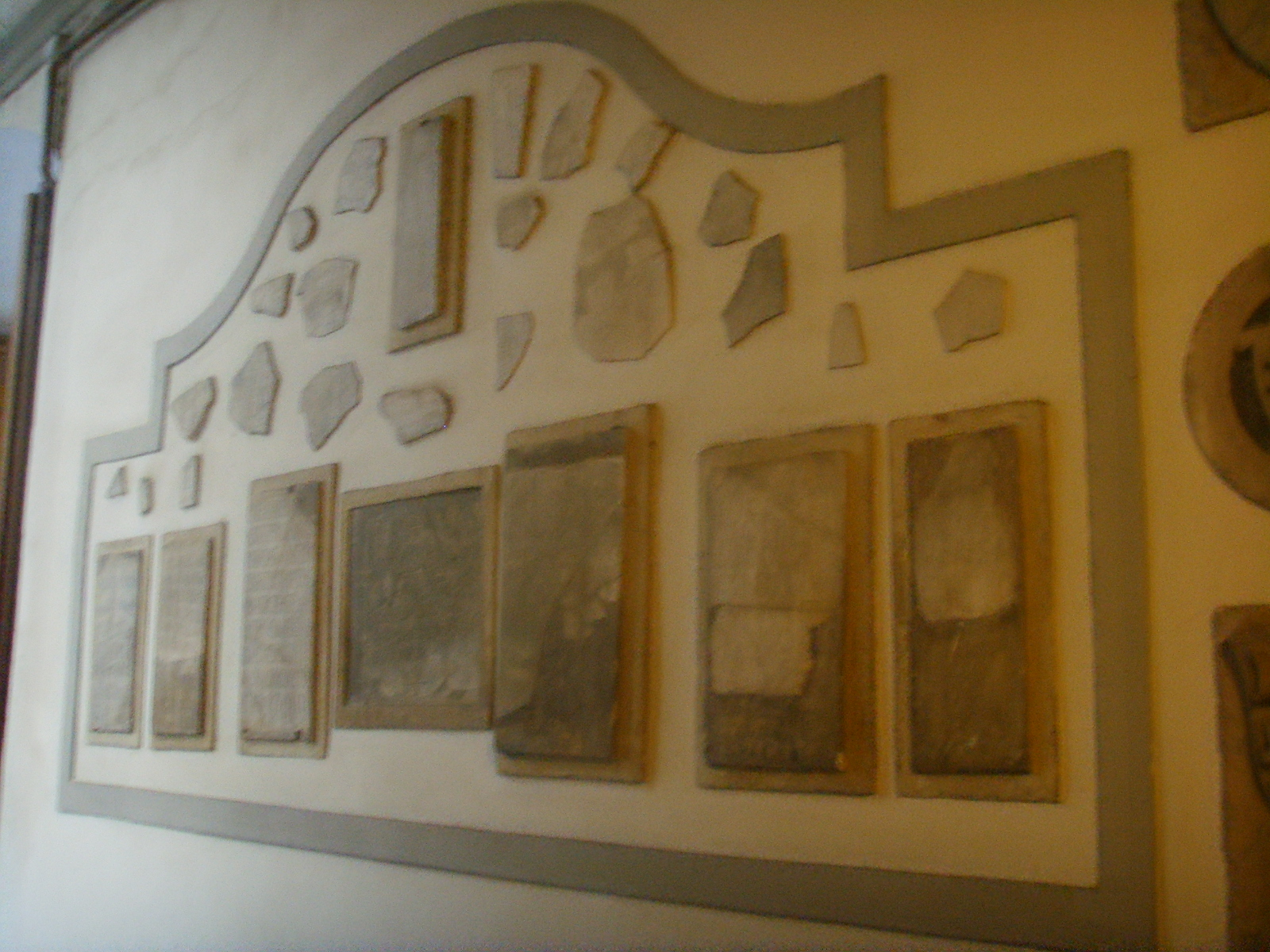
Inscriptions romaines et paléochrétiennes dans l'église Santa Felicita

Les premiers évangélisateurs arrivèrent probablement au cours du IIe siècle de l'Orient avec des marchands syriaques et grecs qui circulaient dans tout l'empire. Traditionnellement, les histoires du IIe siècle et du IIIe siècle attribuent l'évangélisation aux disciples de saint Pierre : les obscurs saint Frontino et saint Paolino. Pendant la persécution de Dèce en 250, la décapitation du martyr saint Minias aurait eu lieu sur le site primitif de Florence : il aurait repris sa tête et serait allé à pied vers la colline où s'élève aujourd'hui la basilique qui lui est dédiée.
Si ces légendes ne sont pas étoffées par des indices historiques, d'anciennes pierres tombales confirment la présence chrétienne dans la zone de l'église Santa Felicita (église dédiée au culte de la sainte du même nom, culte très répandu dans la Méditerranée orientale).
Par contre, on a la preuve qu'en 313 le premier évêque de Florence (Felice) s'est rendu à une réunion du pape Miltiade. En 393, saint Aimbroise visite la ville et fonde l'église San Lorenzo, qui était - à l'époque - située en dehors de la ville (peut-être sur le site d'une nécropole chrétienne, comme cela se faisait à cette époque pour les premières basiliques romaines).
Une dizaine d'années après, Florence eut un premier pater patriae en la personne de l'évêque saint Zanobi. Celui-ci organisa le diocèse et mit en place la résistance des Florentins à l'invasion des Ostrogoths de Radagaise, lesquels assiégèrent la ville mais furent providentiellement défaits par l'arrivée de Stilicon, le grand général de l'empereur Flavius Honorius. Le jour de la victoire (selon la tradition) rappelle sainte Réparate. L'église Sainte-Réparate (proche de la porte Aquilonia, au nord) fut dédiée à cette martyre, église qui devint une cathédrale quand la dépouille de l'évêque Zanobi y fut transférée (à la place du baptistère Saint-Jean, alors simple église).
Selon des spécialistes tels que Lopes Segna, la ville voit sa population diminuer à cette période : la villa romaine mise au jour sous l'actuelle place du Dôme avait déjà été divisée en habitations plus modestes quand elle fut détruite pour faire de la place à la platea episcopis. L'hypothèse avancée est que les latifundistes préférèrent quitter Florence pour se soustraire non seulement aux impôts trop lourds, mais aussi pour ne pas se voir imposer des charges administratives comme la perception des taxes.
C'est à cette époque que l'intégralité de la population se convertit au christianisme (en particulier après la victoire de Radagaise que beaucoup attribuaient aux prières de Zanobi). Pour confirmer ce fait, l'ancien temple du dieu Mars fut progressivement converti en une église dédiée à Jean le Baptiste, l'actuel patron de la ville. Cependant, la dédicace au saint est peut-être postérieure à cette époque et certains la considèrent comme un héritage de la domination lombarde à venir. En tout cas, à cette époque, Florence avait au moins trois églises (San Lorenzo, Santa Felicita, et Saint-Jean) situées à peine en dehors de l'enceinte défensive. Les fouilles de 1971-72 ont clairement montré que la partie nord de la muraille (vers le dôme et San Lorenzo) avait déjà été détruite entre le IIe siècle et IIIe siècle. Ceci indique que de nouvelles et plus grandes fortifications furent réalisées dans la seconde partie du IVe siècle (alors que les attaques de barbares étaient menaçantes) pour protéger les nouveaux édifices religieux qui devaient rester à l'abri des dangers extérieurs.
Dans le baptistère, considéré comme l'édifice le plus vieux de Florence ayant conservé sa structure originelle et dont la création remonte à cette époque, on peut voir que des matériaux d'origine romaine ont été utilisés pour la rénovation extérieure. À ce sujet, on peut citer une plaque de marbre (près de la porte sud) représentant une naumachie et deux sarcophages du Ier siècle qui - jusqu'en 1966 - étaient à l'intérieur. Aujourd'hui on peut les voir au musée du dôme.
Si, généralement, l'invasion de Radagaise marque le début de la régression du Moyen Âge, à Florence le Ve siècle ne fut pas désastreux et il est probable qu'au moins l'église Saint-Jean fut construite à cette époque. En effet, son aspect original dénote une forte influence de l'architecture romaine. Entre l'attaque de Radagaise et la guerre gréco-gothique, Florence vécut environ un siècle et demi de paix.

## Le haut Moyen Âge

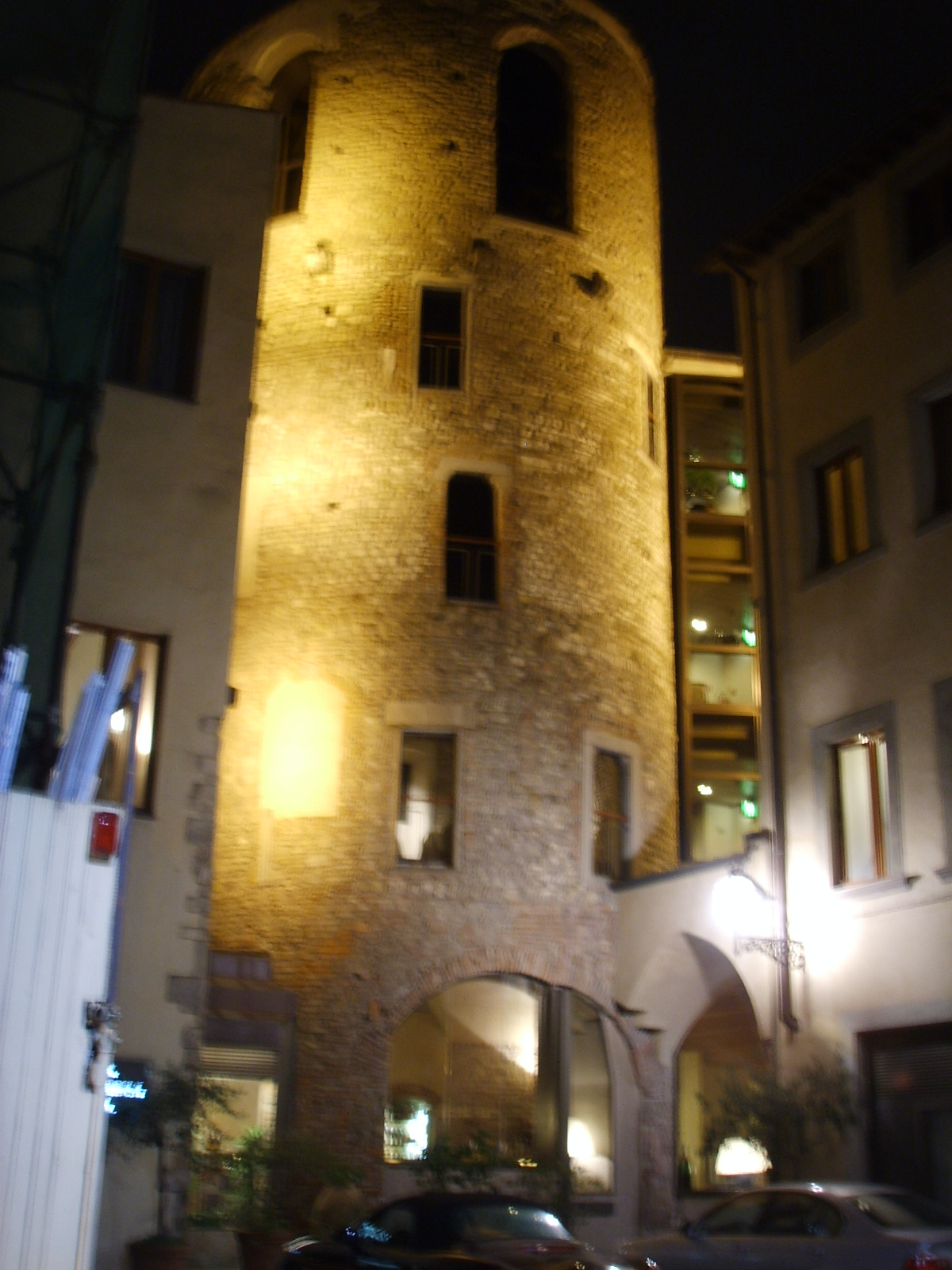
La tour Pagliazza, vestige présumé de la deuxième muraille

### La guerre entre Goths et Byzantins
Florence, comme la majeure partie de l'Italie, tomba sous la coupe des Goths et de Théodoric le Grand. Pendant les deux guerres des Goths , Florence fut également occupée par les Byzantins de Bélisaire en 541, puis ravagée par Totila en 550 avant d'être finalement reconquise par les Grecs guidés par Narsès.

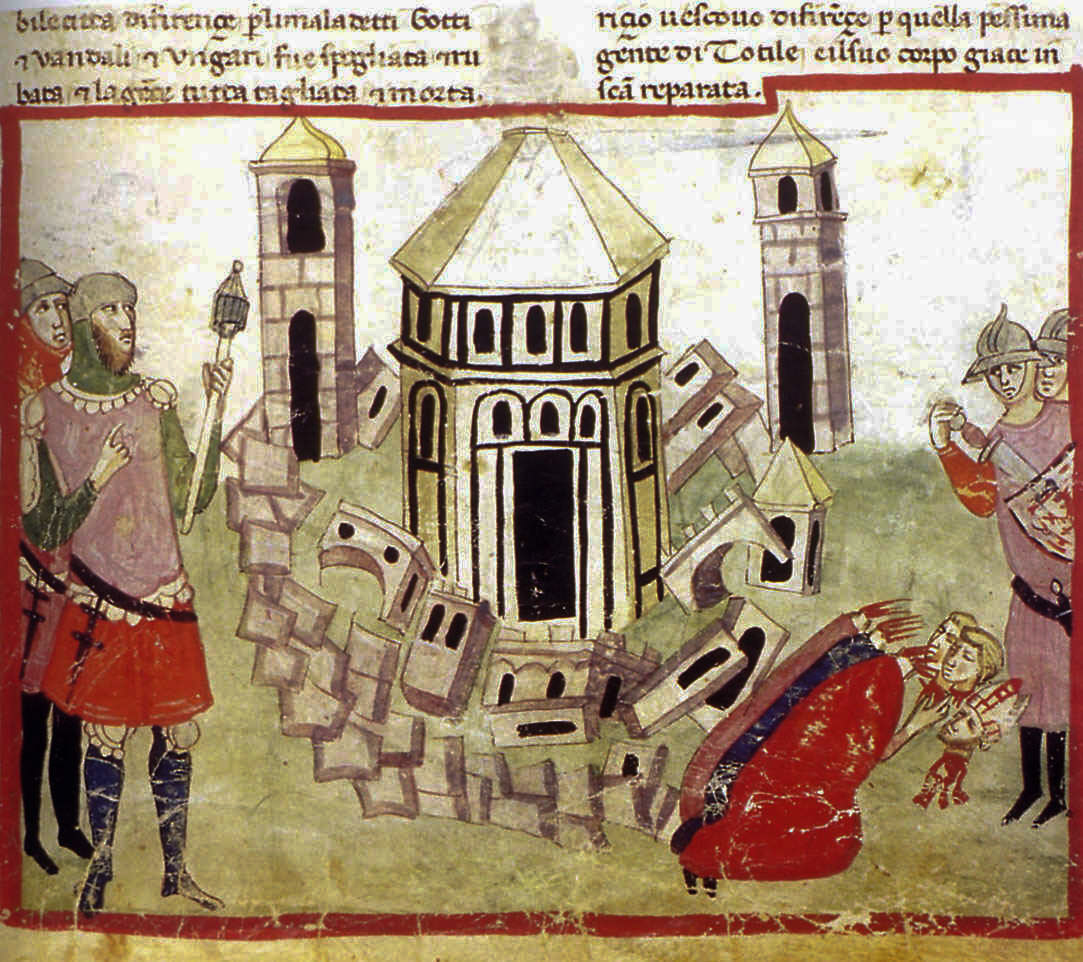
Totila fait détruire la ville de Florence, miniature

L'armée de l'empereur byzantin Justinien 1er découvre une ville en ruines et dépeuplée. L'unique vestige de cette période est la tour Pagliazza qui fut construite à partir d'un mur entourant les anciens thermes. L'utilisation de ce mur comme base explique la forme circulaire (insolite à Florence) de la tour. Finalement, les Byzantins construisirent l'église Saint Appolinaire (aujourd'hui détruite).

### Les Lombards
En 570, la ville tombe entre les mains des Lombards, mais ceux-ci choisirent la ville de Lucques comme chef-lieu de la Toscane. Pour relier les territoires sous leur contrôle, les Lombards durent utiliser des routes éloignées des voies romaines, car celles-ci étaient toujours sous le contrôle des Byzantins. Pour ces derniers, deux routes devenaient de plus en plus importantes : celle nommée en italien Passo della Cisa, qui servira finalement de frontière entre les territoires de ces deux groupes rivaux, ainsi que celle qui serpente entre les villes de Lucques, Altopascio, Fucecchio et Valdelsa pour ensuite se diriger vers Rome. Cette dernière route sera ensuite nommée Via Francigena. Cette route importante ne reliant pas Florence, marquera le début d'une période de récession pour la ville.
Entre la fin du VIIIe siècle et le début du IXe siècle, après deux cents ans d'obscurité complète, la ville se mit à renaître, en commençant par une timide reprise de l'activité économique et une certaine croissance démographique, possiblement causée par l'urbanisation de la population rurale effrayée par les attaques périodiques de barbares.

### L'époque carolingienne
Charlemagne s'est arrêté au moins deux fois à Florence : en 781, sur le chemin du retour de Rome, et en 786, lorsqu'il reçut les plaintes de quelques moines contre le duc lombard Gudibrando. La présumée reconstruction de Florence par Charlemagne constitue une hypothèse improbable, souvent défendue avec emphase par les anciens historiens. Il en va de même pour les plaques qui commémorent sa présence supposée lors de la pose de la première pierre de l'église des saints apôtres de Florence. En fait, le contrôle exercé par Charlemagne signifie seulement la soumission à un duc franc plutôt que lombard. Il faut attendre au moins l'époque de Lothaire Ier pour obtenir des preuves historiquement vérifiables d'une renaissance de la ville. En 854, les comtés de Fiesole et de Florence se réunissent et choisissent Florence comme résidence officielle du comte. C'est ainsi que débuta le processus qui permettra à Florence de prendre graduellement de plus en plus d'importance par rapport à Fiesole.
Dans cette optique de reconstruction, et peut-être aussi par crainte d'invasions, on renforça les murailles et on les prolongea jusqu'à l'Arno, incluant un lambeau triangulaire de terres désormais occupées, autre signe d'une reprise de la croissance démographique.
Dans la ville et dans les environs, le nombre d'églises augmenta. Par contre, le monastère de la ville n'exerçait encore qu'une faible influence. Ce n'est qu'avec la fondation de l'église Badia Fiorentina, en 978 par Willa di Toscana, que Florence se dota d'une abbaye bénédictine qui devint aussi un centre de rayonnement culturel. À la même époque, le fils de Willa, Ugo di Toscana, choisit la ville comme lieu de résidence officiel du margraviat de Toscane, déclassant alors Lucques en tant que capitale politique de la région.

## Le Moyen Âge

### Après l'an mille
La résurrection de la ville est clairement marquée par la construction de l'église San Miniato al Monte en 1013 sur les ordres de l'évêque Hildebrand et avec l'approbation de Henri II du Saint-Empire. Il s'agit d'une église romane à plan basilical à trois nefs, avec un monastère qui a remplacé la chapelle initiale en 1018. On y observe les premiers pas de la proto-Renaissance qui encourage l'utilisation du style classique, à la base des futurs développements florentins.
En 1055 se tient à Florence un concile en présence du pape Victor II et de Henri III du Saint-Empire. Ce sera l'occasion d'embellir les églises Santa Felicita et Santa Reparata. Inspiré par un mouvement de réforme lancé par le moine San Giovanni Gualberto, on en profitera également pour condamner la simonie et le concubinage du clergé.
À la même époque, le marquis Goffredo di Lorena choisit de faire de Florence sa capitale.
En 1059, un évêque florentin est choisi comme pape (Nicolas II).

### LeXIIesiècle

L'empereur Henri IV agenouillé devant Mathilde de Toscane en présence du pape Grégoire VII qui l'a excommunié. L'empereur a attendu trois jours « en chemise » à la porte du château de Canossa (propriété de sa cousine Mathilde).
C'est ce que l'on appelle encore « aller à Canossa ».
Abbatem doit être pris ici dans le sens de « pape ».
Ce n'est pas de l'abbé Hugo de Cluny, (1115) :
la;
Le roi sollicite l'abbé ! Il supplie Mathilde aussi;

Si les efforts de San Giovanni Gualberto ont fait subir une première défaite au clergé favorable au parti de l'empereur, le conflit avec le Saint-Empire n'était pas pour autant résolu. Dans toute la péninsule se formèrent des groupes populaires (traditionnellement, mais pas exclusivement, issus des classes ouvrières) qui se rebellèrent contre l'autorité du clergé « papiste ». Ces affrontements entre « papistes » et « impériaux» deviendront ensuite les fondements du conflit entre guelfes et gibelins. Tant que la comtesse Mathilde de Toscane est vivante, celle-ci joue un rôle de médiatrice qui maintient l'équilibre dans la péninsule, du Piémont au Latium. À Florence, elle possède un château juste à l'extérieur des murs (près de l'actuelle basilique San Lorenzo) et sa seule présence occasionnelle suffit à calmer les rivalités citadines jusqu'à sa mort en 1115. Durant cette période, on continuera à renforcer les murailles et on construira un avant-poste sur le fleuve, le Castello d'Altafronte (à l'emplacement actuel du musée d'histoire de la science).
Un vide politique est créé par la disparition quasi simultanée de la famille des Cadolingi (1113) et de la comtesse Mathilde (1115), suivi peu de temps après par une longue période d'interrègne causée par la mort de Henri V du Saint-Empire. Florence en profite pour devenir une commune autonome, gérée par margraviat, une structure intermédiaire entre appartenance à l'Empire et cité. Les premières informations sur les conseils autonomes apparaissent en 1138 et indiquent qu'ils sont appuyés par l'autorité épiscopale. Peu de détails sont connus sur le mode de gouvernement des communes car les documents officiels de l'administration sont pratiquement inexistants jusqu'aux environs de 1170. Il y avait douze conseils par année (deux tous les deux mois), en plus d'un conseil de 150 gentilshommes, ainsi qu'une assemblée générale des citoyens quatre fois par année. Les prérequis pour faire partie des conseils et les diverses positions dans la hiérarchie ne sont pas connus aujourd'hui. On imagine que, dans la pratique, les grandes familles contrôlaient la vie politique communale.
Bien que dans le panorama toscan la ville occupe encore une place secondaire par rapport à Lucques, Pise ou Sienne, elle continue de croître durant le XIIe siècle, tant du point de vue de l'artisanat que de celui du commerce. Le port fluvial est en plein essor et à travers Valdarno, la ville se rattache à l'importante route Via Francigena. La première attestation de corporations des arts et métiers remonte à 1182. Les marchands florentins commencent déjà à s'insérer dans le marché européen. Des tissus sont importés de Flandre et de France, des teintures viennent de l'orient. Les Florentins raffinent et colorent les tissus pour fabriquer de précieuses étoffes, qu'ils vendent ensuite à l'extérieur au prix fort. C'est également à cette époque que débutent les premières activités bancaires. Celles-ci rapportent de généreux profits, bien qu'elles comportent aussi certains risques, dont celui d'être accusé d'usure par l'église catholique.
À l'instar des autres cités, Florence commence ensuite à conquérir les châteaux et les fiefs du comté, assujettissant graduellement les petits suzerains qui contrôlaient les terres avoisinantes. La prise de Fiesole et sa destruction en 1125 sont décisives. La cathédrale est épargnée, mais on force l'évêque à déménager à l'intérieur des remparts florentins. De la même façon, on exige que les chevaliers et les seigneurs provenant des divers châteaux conquis deviennent citoyens et qu'ils résident dans la cité au moins quelques mois.
Au milieu du siècle, Florence domine déjà une bonne partie de la région du Valdarno, de Figline à Empoli. La cité est présente sur la scène politique régionale, aux côtés des autres villes voisines importantes.
Seules les familles Alberti (du comté de Prato au nord et à l'ouest) et Guidi (de Montemurlo) continuent à résister aux pressions de la cité, pendant qu'à l'intérieur des murs, la cohabitation entre les divers suzerains est fondée sur le pouvoir financier et sur les traditions guerrières, ainsi que sur les droits de vengeance, ce qui amène la militarisation de la ville et la construction de plusieurs tours. C'est la Florence décrite par Cacciaguida (l'arrière-grand-père de Dante) dans son Cerchia antica. Dante évoque cette époque avec nostalgie, peut-être parce qu'il a oublié, ou parce qu'il ne connait pas, la misère, la fréquence des conflits et la grossièreté qui la caractérisaient.
Durant cette période cependant, à côté des familles locales, un rôle de poids est également joué par certains nobles des comtés conquis puis, très vite, par la bourgeoisie marchande, manufacturière et bancaire naissante.
En 1171, Pise est affaiblie par les guerres avec l'empereur Frédéric Barberousse. Elle demande le soutien militaire de Florence. Celle-ci offre son aide en échange de quelques avantages, comme des concessions sur le transport des marchandises et la présence de marchands florentins sur le territoire et sur les navires de Pise, ainsi que l'accès au port avec espaces d'entreposage réservés. En contrepartie cependant débuteront les longues guerres contre les Lucchesi et les Senesi, déterminés à freiner le développement de Florence.
L'année suivante (1172), jusqu'en 1175, on procède à l'agrandissement des remparts, ce qui triplera la superficie de la ville (de 24 à 75 hectares environ), afin d'inclure les nombreux bourgs qui s'étaient développés en dehors de la porte d'accès principale, ainsi que l'Oltrarno. En se basant sur la croissance économique et en prenant en compte l'arrivée continuelle des gens du comté (représentant toutes les classes sociales), on estime que la population s'élève à environ 25 000 personnes. Cette croissance rapide de la population et de l'économie complique la vie sociale et politique en accentuant les différences de classes.
En 1177, les Uberti tentent de renverser le système d'alliances par factions (c'est-à-dire par groupes de plusieurs familles) utilisé pour gouverner la commune. Il en résulte une sanglante et dévastatrice guerre civile qui durera trois ans. À compter de ce moment, les Uberti sont associés à l'Empire, au nom duquel ils s'étaient soulevés. Ce conflit constitue l'embryon de lutte qui opposera les groupes naissants des guelfes et des gibelins. Au-delà de l'allégeance à la papauté ou à l'Empire, ces deux factions en lutte étaient avant tout à la recherche du pouvoir militaire, politique et économique au sein de la cité, même s'ils invoquent des idéaux nobles et généreux.
En 1193, une nouvelle révolte est menée encore une fois par les Uberti, mais cette fois appuyés par les marchands et les artisans. En résulte l'abolition du système consulaire. Bien que rétabli en 1197, ce système de gouvernement est désormais en crise.

### LeXIIIesiècle

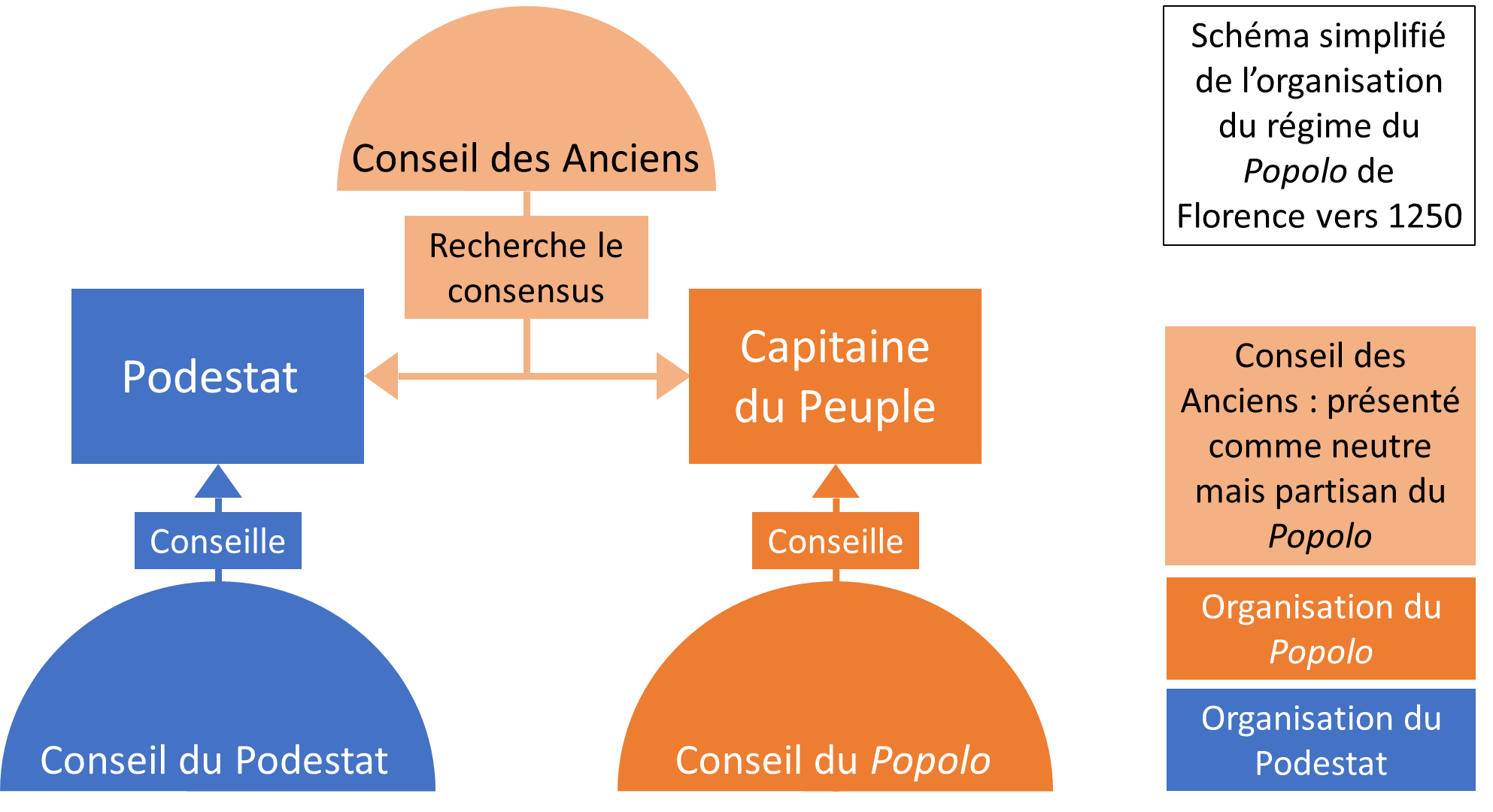
Schéma simplifié des institutions du régime du Popolo de Florence de 1250

En 1207, en effet, le gouvernement est réformé et passe de deux consuls à un podestat unique, de préférence un chevalier de l'extérieur de la ville afin qu'il soit impartial et sans liens avec les conflits opposant les diverses factions citadines. Le premier podestat est Gualfredotto da Milano. Dans la pratique, il peut exister un conseil oligarchique restreint, regroupant entre autres les dirigeants des corporations d'arts et de métiers. Trois nouveaux ponts sont construits sur l'Arno au début du XIIIe siècle.
L'origine du conflit entre guelfes et gibelins est traditionnellement attribué à la querelle, en 1215, entre les Amidei et les Buondelmonti, deux familles nobles de Florence. Cependant, les premiers affrontements se produisent en fait en 1246 lorsque Frédéric II du Saint-Empire invite Federico d'Antiochia dans la cité pour appuyer le parti gibelin. Après une résistance initiale, les Guelfes sont chassés, laissant la ville aux mains des Gibelins, en particulier de la famille Uberti, incluant Farinata degli Uberti, qui inspira une page célèbre à Dante (le 10e chant de L'Enfer). À la mort de l'empereur, en 1250, après un affrontement à Figline Valdarno, la population florentine se libère de l'emprise des grandes familles et inaugure ainsi une décennie prospère incluant la conquête de San Gimignano, Poggibonsi et Volterra ainsi que la paix avec Arezzo, Sienne, Pistoia et Pise.
Les corporations des arts (c'est-à-dire les associations de marchands et d'artisans) prennent alors de plus en plus d'importance avec la fondation en 1250 du gouvernement du premier peuple, dirigé par un capitaine de la population extérieure. Les Gibelins reprennent le pouvoir en 1260 grâce à l'intervention du roi Manfred Ier de Sicile, fils de Frédéric II. Ceux-ci favorisent la ville de Sienne. L'armée florentine sera défaite par cette dernière lors de la bataille de Montaperti qui causera un exode des grandes familles guelfes. En 1266, la défaite de Manfred Ier lors de la bataille de Bénévent marque le retour des Guelfes et le début d'une période dont l'interprétation demeure controversée.
Un motif supplémentaire de tension apparaît avec la scission du parti des guelfes en deux factions : les blancs et les noirs. Cette division est encore une fois causée par une querelle de clans, celle qui oppose les Vieri dei Cerchi (blancs, modérés) aux Donati (noirs, plus liés à la papauté). Cette division est également sociale, les Cerchi étant proches du peuple et les Donati de l'élite florentine. Ces derniers entendent s'opposer aux Ordonnances de justice émises par Giano della Bella. Cette période chaotique impliquera également Charles de Valois, envoyé par le pape Boniface VIII, et mènera à l'expulsion des « blancs » (parmi ceux-ci Dante Alighieri et Lapo Saltarelli). L'oligarchie des marchands devra maintenant jouer le rôle de médiateur entre la noblesse et les corporations des arts et métiers (les cinq majeurs et les neuf mineurs) chez qui le mécontentement ne cesse de croitre, alors que les différences s'accentuent entre la bourgeoisie et la classe ouvrière. Le départ des « blancs » ne suffira pas pour mettre fin au conflit. La faction des « noirs » se divisera elle aussi en deux groupes ennemis : les Donateschi (dirigé par Corso Donati) et les Tosinghi (dirigé par Rosso del Tosa). Après l'exécution de Corso Donati et le départ de ses partisans, la ville est temporairement pacifiée.
Ces conflits politiques n'empêchent pas la cité de se développer au point de devenir l'une des plus prospères et influentes d'Europe, grâce à l'introduction en 1252 de sa propre monnaie d'or, le florin, et grâce au déclin de sa rivale Pise, qui sera défaite par Gênes en 1284 et conquise par Florence en 1406. Le développement est également permis par son pouvoir de nature économique, résultant d'une constitution anti-aristocratique (1293).

## LeXIVesiècle
- République de Florence

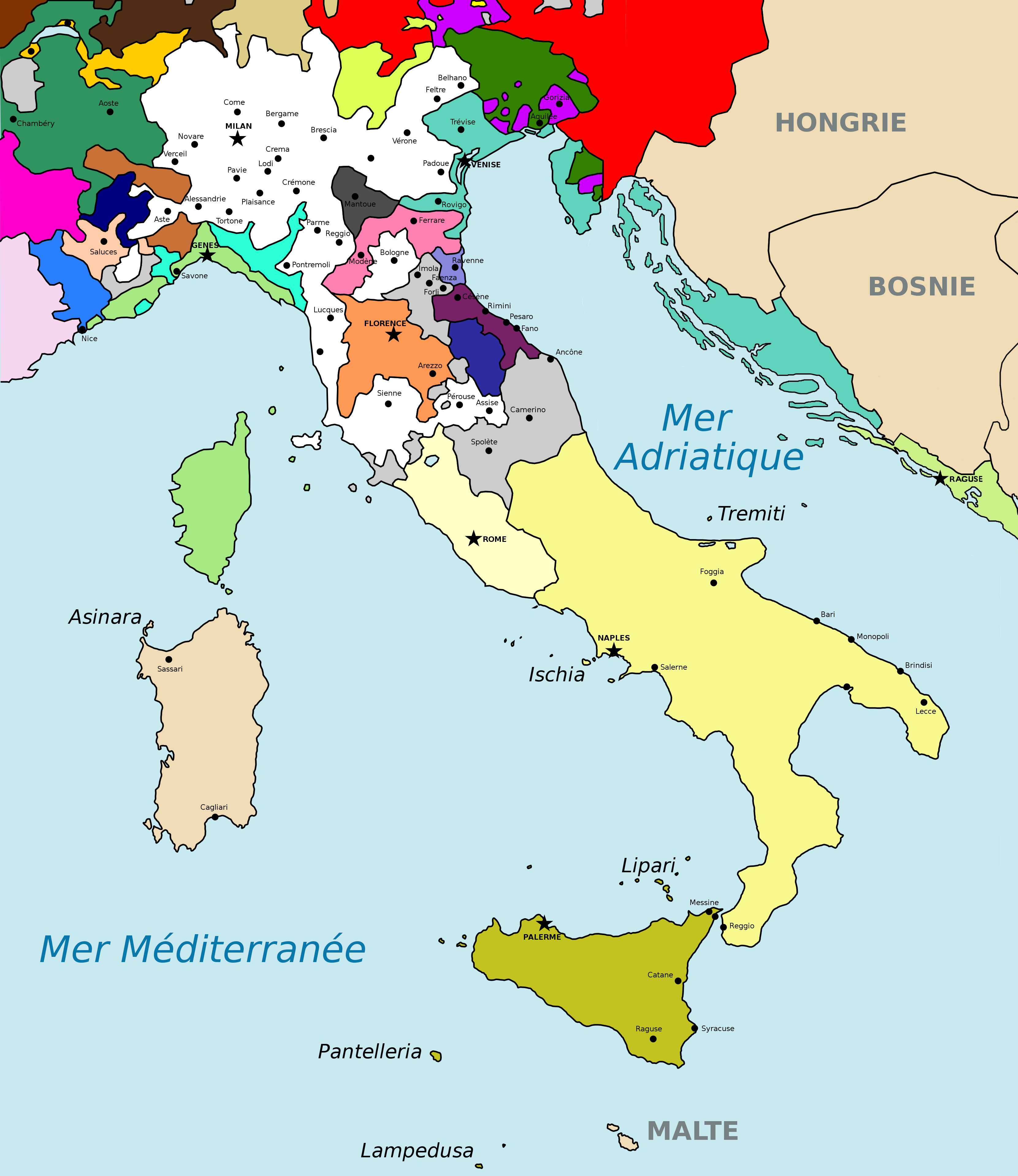
Carte de l'Italie du Nord en 1402.
République de Florence

L'économie florentine connaît au XIVe siècle un véritable essor, en particulier entre les années 1336 et 1340. Au cours de ces années, on s'affaire à achever les grands chantiers débutés lors du XIIIe siècle (cathédrale, vieux palais et remparts) et on en démarre de nouveaux : Orsanmichele, Loggia dei Lanzi, Loggia del Bigallo, qui sont généralement considérés comme le chant du cygne de l'architecture gothique à Florence.
Dès le début du XIVe siècle, le rôle économique de Florence est important en Europe et dans la Méditerranée. Les marchands florentins voyagent en Europe (Londres, Bruges, Paris) et dans la Méditerranée (Tunis, Constantinople, Venise), où ils disposent d'un important réseau commercial. Les activités financières et bancaires se développent  dans la fin du siècle.
La peste noire en 1348 frappe durement l'économie florentine en éliminant une grande partie de la population, mais pas de façon irrémédiable comme à Sienne. Giovanni Boccaccio s'inspirera de cette catastrophe pour écrire son chef-d'œuvre, le Décaméron.
En 1378, la révolte des Ciompi signale un important bouleversement dans les institutions de la république : pour la première fois ou presque en Europe, une classe de travailleurs prolétaires revendique des droits importants et son action, peut-être grâce à l'effet de surprise, est rapidement couronnée de succès. Des divisions internes causeront une défaite tout aussi rapide des Ciompi, amenant l'annulation des réformes obtenues.
Après la répression des Ciompi, le pouvoir retourne entre les mains d'un petit nombre de familles de banquiers, parmi lesquelles la famille Albizzi (gouvernement oligarchique, 1382-1434), qui cherchent à éviter que Florence ne se transforme en une seigneurie, en une époque qui marque le crépuscule des communes médiévales et le passage vers la forme seigneuriale.
Durant cette période de gouvernement oligarchique, l'économie de la ville continue de fleurir et sa politique extérieure appuie Venise contre les Visconti. En 1406, on occupe Pise. Le peuple, exclu du gouvernement, tente à diverses occasions de renverser l'oligarchie. Il finit par s'allier à la famille Médicis. En 1433, Cosimo, chef des Médicis, sera exilé. Cependant, l'année suivante, ses partisans obtiennent le prieurat et Cosimo est rappelé à Florence. Son retour marque la fin du gouvernement oligarchique et le début de la seigneurie des Médicis.

## La Renaissance
Cette section ne s'appuie pas, ou pas assez, sur des sources secondaires ou tertiaires indépendantes du sujet. Le texte peut contenir des analyses inexactes ou inédites de sources primaires.
Pour l'améliorer, ajoutez-en, ou placez des modèles {{Source secondaire souhaitée}} ou {{Source secondaire nécessaire}} sur les passages mal sourcés. (décembre 2024)

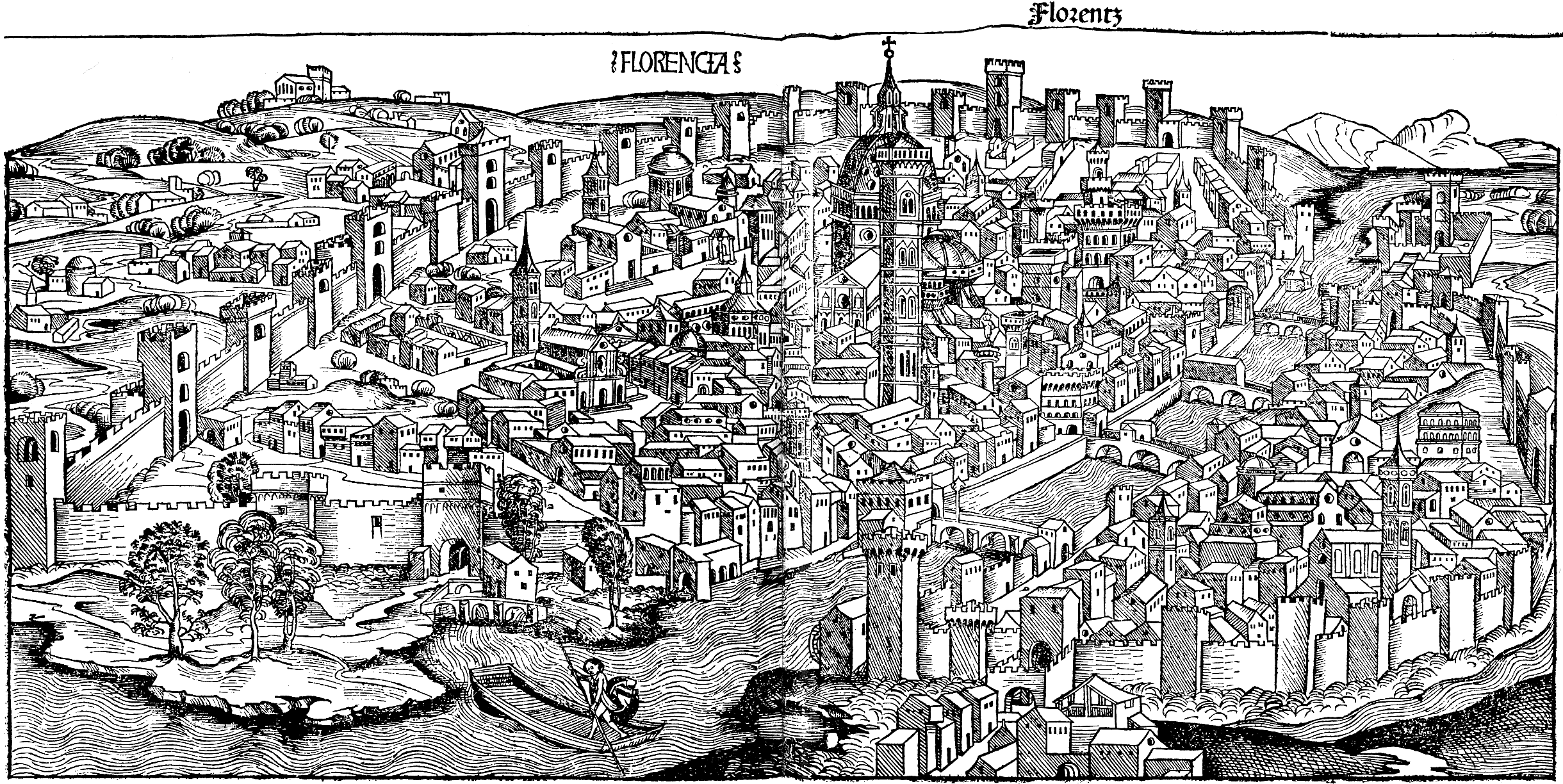
Florence en 1493.

Cosimo de Medici préserva la forme extérieure de la république, mais il obtint cependant du peuple le pouvoir de choisir les candidats aux postes officiels de la commune. De cette façon, si de l'extérieur il n'est rien de plus qu'un citoyen comme les autres, Cosimo contrôle en réalité le gouvernement de la cité. En concluant quelques alliances, Cosimo réussit à empêcher Milan et Venise de dominer le nord de l'Italie. La paix de Lodi, en 1454, met fin au conflit ente les trois cités.
La république de Lucques est l'unique commune-cité-État qui ne se soumettra jamais à Florence, demeurant toujours indépendante et souveraine. Elle n'acceptera de s'annexer qu'au grand duché de Toscane dans les années 1800 puis au royaume d'Italie.
La chute de Constantinople, en 1453, entraîne en Italie un afflux de manuscrits et lettrés byzantins : Jean Argyropoulos se fixe à Florence où il contribue à développer l'humanisme.
En 1492, l'entrée de l'armée française de Charles VIII marque le début des guerres d'Italie : Florence doit négocier son indépendance entre les grandes puissances, la France et l'Aragon bientôt absorbé par l'empire européen de Charles Quint

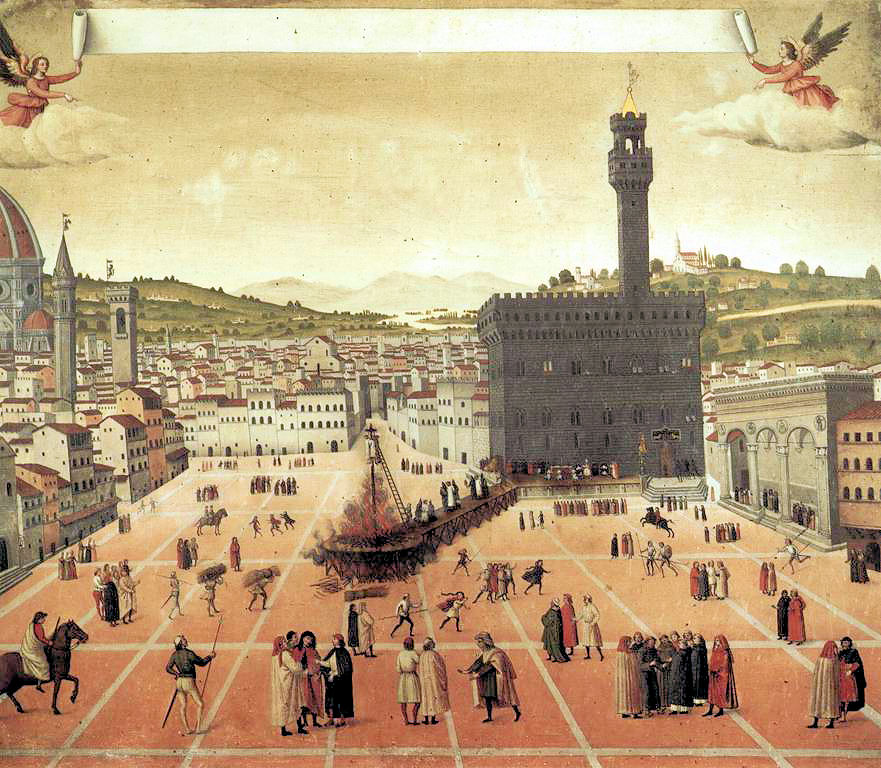
Exécution de Savonarole et de deux de ses compagnons, à Florence, le 23 mai 1498 sur la place du Palais-Vieux (Florence, musée Saint-Marc).

Le prédicateur Jérôme Savonarole fait de Florence, pour peu de temps, une république théocratique : il entre en conflit avec le pape qui le fait brûler en 1498.   
Nicolas Machiavel, auteur du Prince, écrit aussi les Histoires florentines (1521-1525) à la demande des Médicis.
Les Florentins expulsent les Médicis une deuxième fois le 16 mai 1527. Mais ce rétablissement de la république ne durera guère.

## Le grand-duché

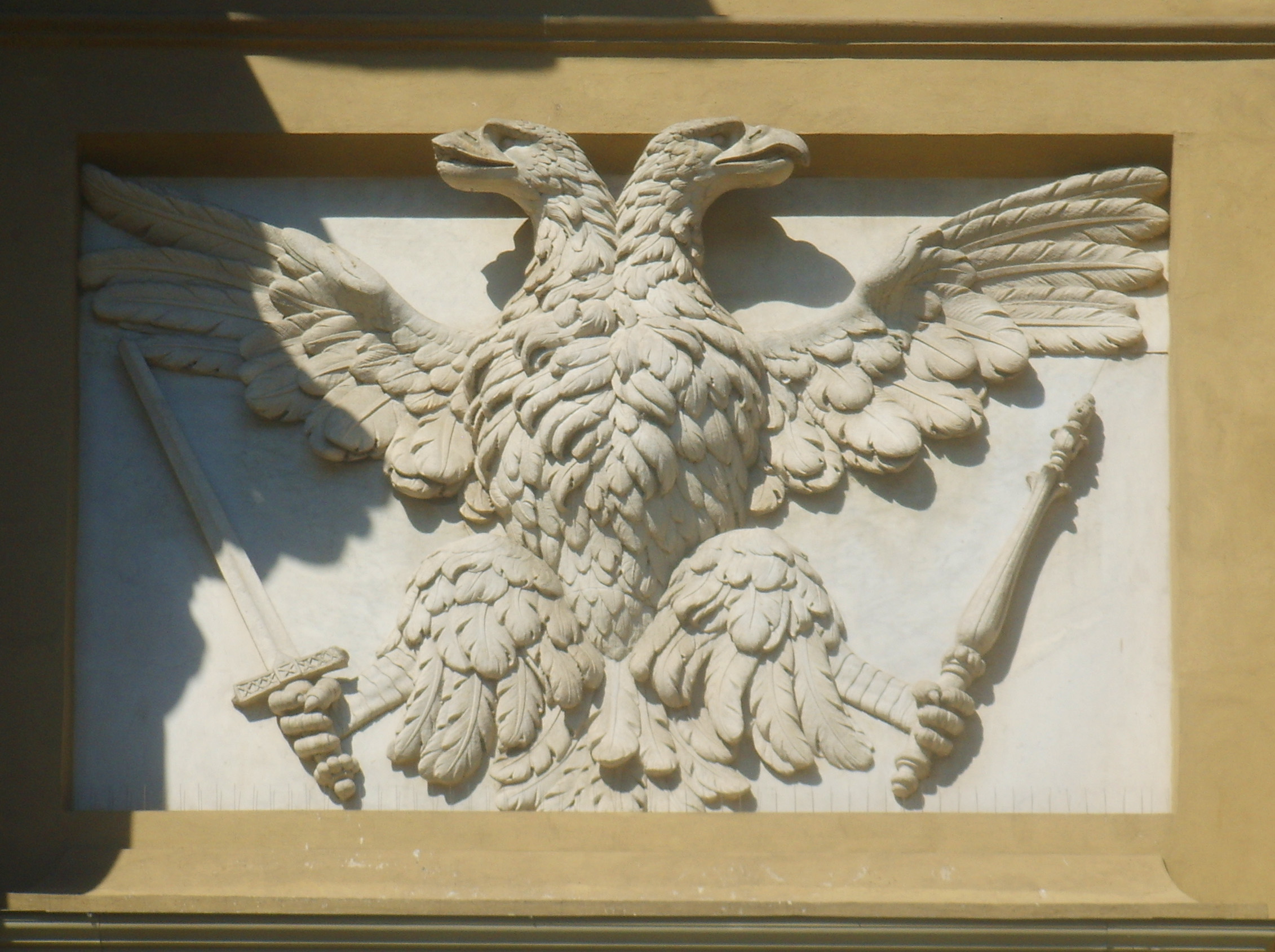
Le blason de la Maison de Lorraine, sur l'arc de triomphe de Florence

Grâce au soutien de l'empereur Charles Quint et du pape Clément VII (c'est-à-dire Jules de Médicis), Alexandre de Médicis est proclamé duc en 1532. Les Médicis deviennent ducs héréditaires de Florence, et en 1569 grand-ducs de Toscane. Ils règneront durant deux siècles. À la même époque, en 1555, Florence vainc définitivement Sienne, son ennemie depuis des centaines d'années. Les traités du Cateau-Cambrésis sanctionneront l'annexion de la république de Sienne aux possessions des Médicis, laissant intacte la structure politique précédente, même si celle-ci ne détient plus le véritable pouvoir décisionnel.
Au XVIIIe siècle, la disparition de la dynastie des Médicis et l'arrivée en 1737 de François Ier du Saint-Empire, duc de Lorraine et époux de Marie-Thérèse Ire de Hongrie, mène à l'inclusion de la Toscane dans les territoires satellites de la monarchie de Habsbourg, même si la région garde en fait une certaine autonomie. La maison de Habsbourg-Lorraine gouverne paisiblement la cité, se distinguant par son libéralisme. Alors que Livourne devient une zone de libre échange (où chacun peut s'établir sans crainte de persécutions religieuses ou juridiques) parmi les plus actives de la Méditerranée, le grand-duc de Toscane Léopold II d'Autriche lance une réforme agraire et devient le premier souverain d'Europe à abolir la torture et la peine de mort. Sa réputation de monarque éclairé fait de lui une figure estimée par les penseurs du siècle des Lumières.

## LeXIXesiècleet leXXesiècle

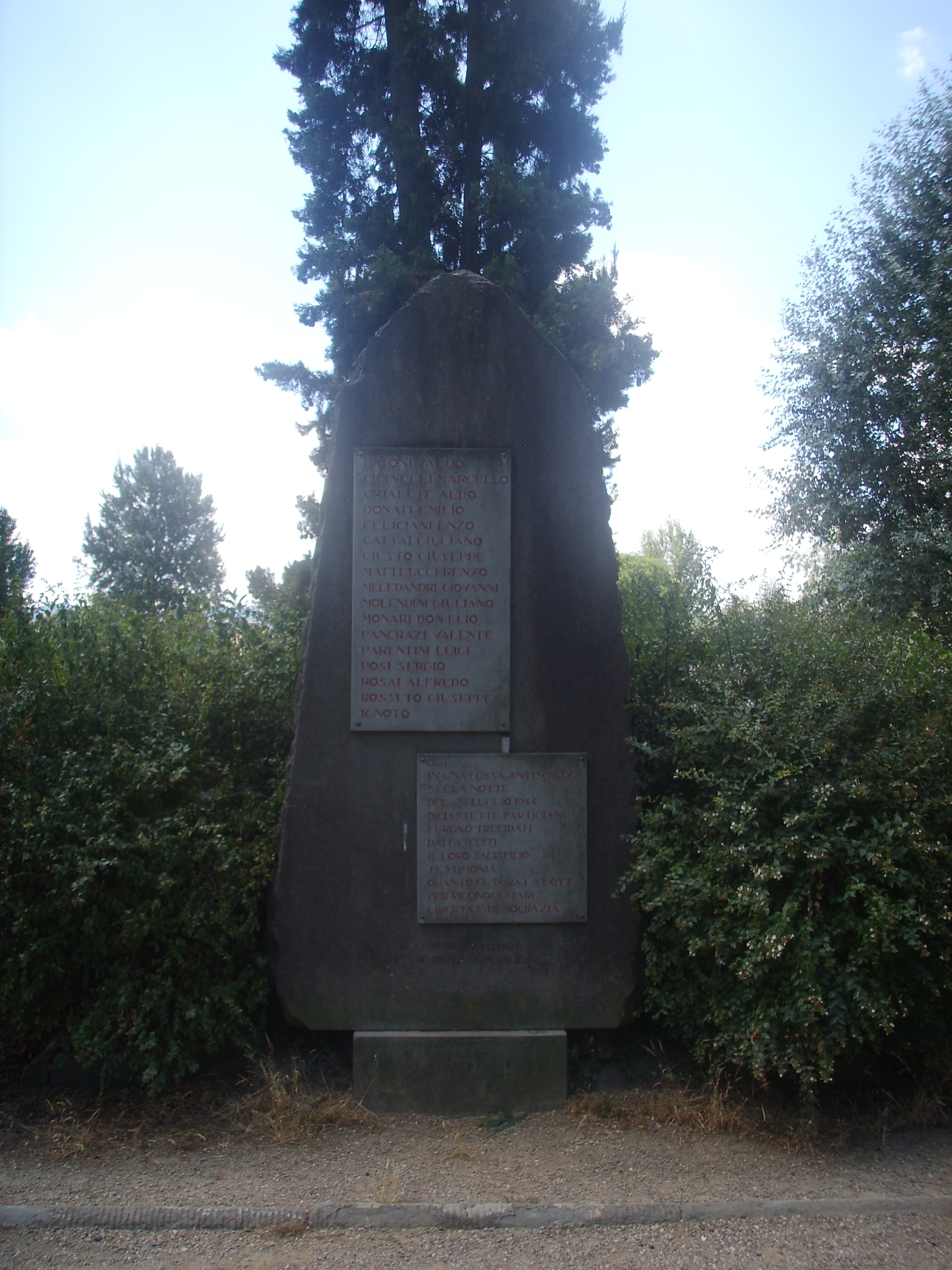
Plaque à la mémoire des partisans tués dans le Parc des Cascine

En 1861, un plébiscite permet la révocation du grand-duché et l'annexion de la Toscane au royaume d'Italie nouvellement reconstitué sous la gouverne du roi de Sardaigne, Victor-Emmanuel II de Savoie.
Florence remplace Turin comme capitale en 1865, mais cette fonction prestigieuse revient à Rome six années plus tard, les États pontificaux ayant à leur tour été annexés au royaume. Durant cette période, plusieurs travaux de modifications sont entrepris pour rénover et améliorer l'état du centre historique florentin et l'adapter aux nouvelles exigences économiques et sociales.
La population de Florence double au cours du XIXe siècle et va tripler durant le siècle suivant avec l'augmentation du tourisme, du commerce et des services financiers, ainsi que le développement de l'industrie. Lors de la seconde moitié du XIXe siècle, la communauté étrangère se développe pour atteindre 25 % de la population. Le plus ancien institut français du monde, l'Institut français de Florence, voit ainsi le jour en 1907. C'est durant cette période que la ville retrouve une image romantique, immortalisée par des écrivains comme James Irving et des artistes préraphaélites, qui laisseront derrière eux de nombreuses villas somptueuses, généralement anglaises, avec leurs éclectiques collections d'œuvres d'art. Ces villas sont aujourd'hui devenues des musées, comme le musée Horne, le musée Stibbert, la Villa La Pietra, etc.
Lors de la Seconde Guerre mondiale, la cité est occupée durant une année par les Allemands (1943-1944). Un grand mouvement de résistance à l'occupation fasciste et nazie s'étend alors et va culminer avec l'insurrection d'août 1944, qui entraînera les forces partisanes dans une bataille pour la libération de la cité, le 11 août 1944.
Durant ce conflit, le territoire de Florence est aussi le théâtre de nombreux événements. Le palais Villa Triste, situé à l'époque sur la rue Bolognese 69, est utilisé par des policiers nazis et fascistes, qui y torturent de nombreux prisonniers, dont les résistants Bruno Fanciullacci et Anna Maria Enriques Agnoletti. La résistance organise une radio clandestine émettant depuis Florence, la Radio CORA, pour maintenir le contact entre les divers groupes de la Toscane. Les statues, peintures et d’autres œuvres sont soustraites par le Kunstschutz nazi à la Galerie des Offices et aux autres galeries d’art florentines, œuvres récupérées pendant deux décennies par Rodolfo Siviero.
Le 12 février 1951, la mode Made in Italy fait officiellement ses débuts à Florence lors du premier défilé italien organisé par Giovanni Battista Giorgini.
Le 6 novembre 1966, l'Arno inonde une grande partie du centre-ville, endommageant de nombreux chefs-d'œuvre. Un grand mouvement de solidarité internationale naît à la suite de cet événement et mobilise des milliers de volontaires, surnommés Les anges de la boue.

## Quelques dates

### DuXIeauXIIIesiècle
- 1059 : Consécration du Baptistère de Florence.

Le Duecento pour les Italiens.
- 1295 : Construction de Santa Croce, église des Franciscains, à Florence.
- 1296 : Début de la construction de la cathédrale de Florence.

### XIVesiècle
Le Trecento pour les Italiens.

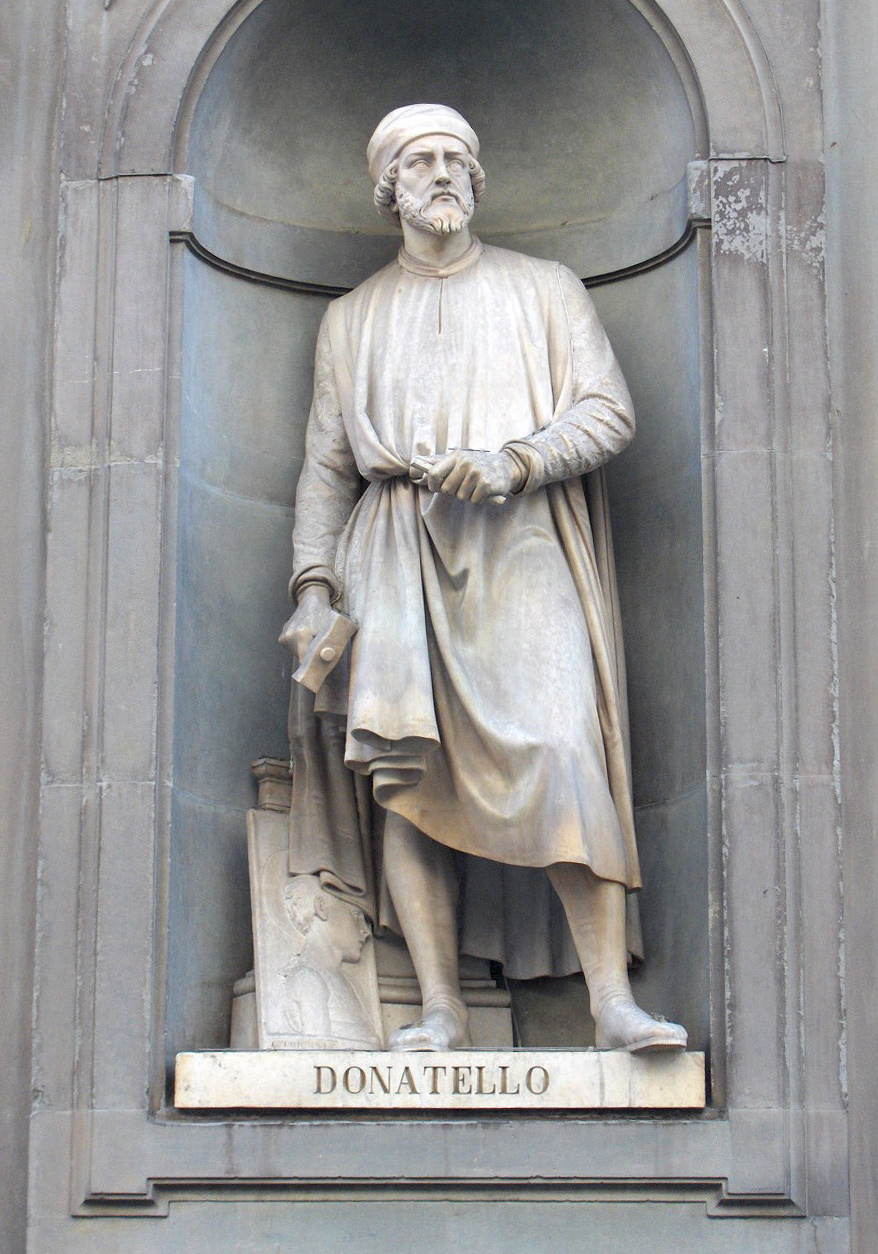
Statue de Donatello au piazzale des Offices.

- 1330 : Andrea Pisano sculpte la porte de bronze doré du baptistère de Florence.
- 1334 : l'évêque de Florence bénit la première pierre du nouveau campanile de la  cathédrale de Florence, conçu par Giotto di Bondone.
- 1348 : la peste noire décime Florence qui perd 30 % à 50 % de sa population. Elle n'a plus que 40 000 âmes quatre ans plus tard[7].
- 1370 : le jeu de cartes arrive d'Orient en Europe par Florence.
- 1378 : une révolte de travailleurs réussit à Florence et permet la création d'une corporation des ouvriers du textile.

### XVesiècle
Le Quattrocento pour les Italiens.

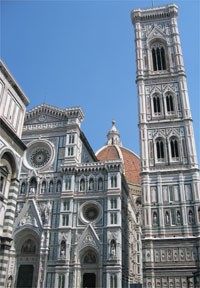
Cathédrale de Florence

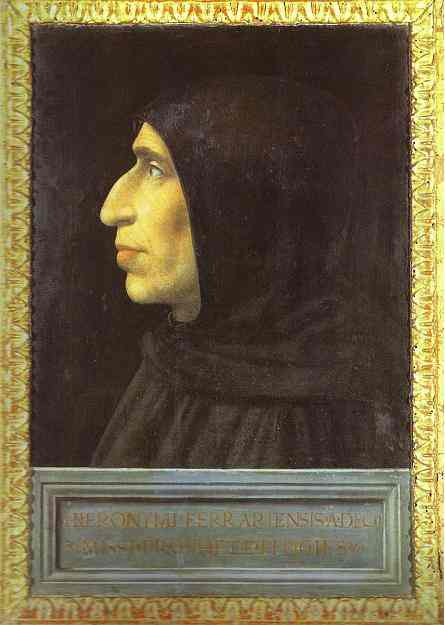
Savonarole

- 1403 : le sculpteur italien Lorenzo Ghiberti commence à travailler sur les portes de bronze du baptistère de Florence.
- 1406 : la cité-État de Pise est vaincue par Florence.
- 1421 : le premier brevet connu est délivré à Florence.
- 1429 : à Florence, activité de l'atelier de Luca della Robbia (sculpteur et céramiste).
- 1434 : Cosme de Médicis devient le maître de Florence.
- 1436 : Brunelleschi et Donatello terminent la coupole du Dôme de Florence.
- 1440 : à Florence, Donatello fond le bronze David.
- 1458 : la construction du palais Pitti commence à Florence.
- 1469 : début du principat de Laurent le Magnifique (Lorenzo Medici) à Florence, qui dure jusqu'en 1492
- 1478 : conjuration des Pazzi. Assassinat de Julien de Médicis, frère de Laurent, dans la cathédrale de Florence. Laurent échappe à l'attentat.
- 1485 : le peintre florentin Sandro Botticelli peint à Florence la Naissance de Vénus.
- 1494 : succès d'un soulèvement populaire contre les Médicis à Florence. Charles VIII, roi de France envahit l'Italie et entre à Florence, les guerres d'Italie commencent. Le moine Savonarole, maître de la cité, installe un gouvernement théocratique.
- 1498 : Savonarole est renversé et exécuté ; avec lui, Florence a défié la papauté romaine.

### XVIesiècle
Le Cinquecento pour les Italiens.

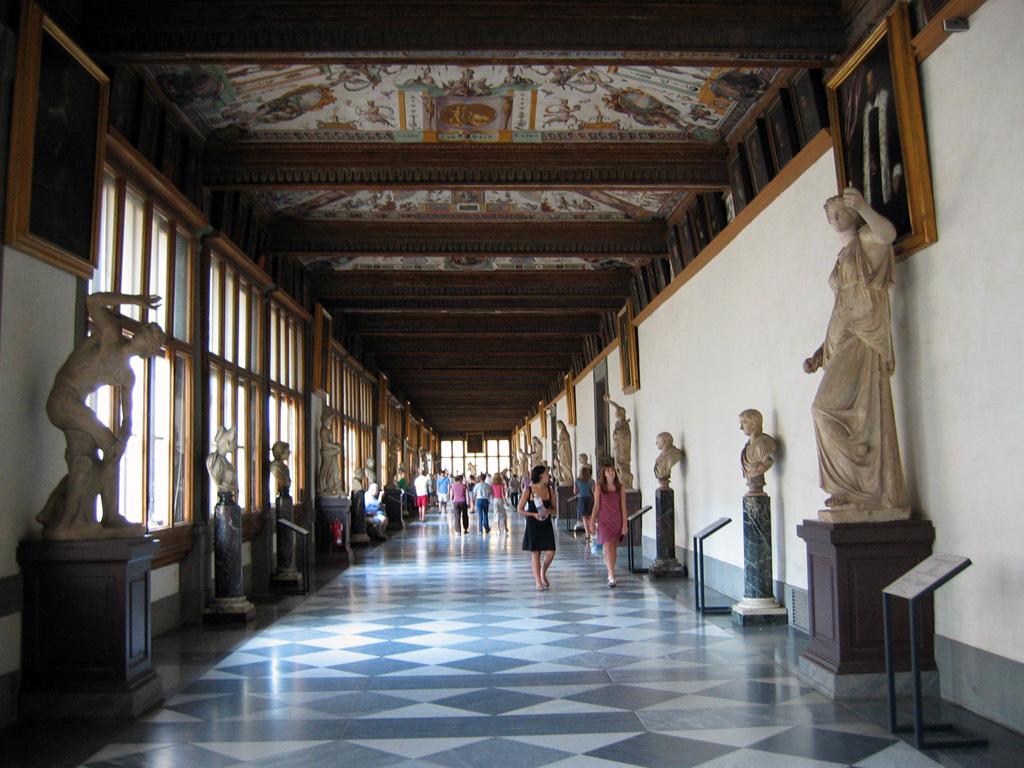
Une galerie aux Offices

- 1512 : les Habsbourg réinstallent les Médicis à la tête de Florence.
- 1527 : les Médicis chassés de la ville, retour de la République.
- 1530 : après le siège de la ville par les Impériaux, retour des Médicis et naissance du duché.
- 1541 : création de l'Accademia degli Umidi, qui devient aussitôt Accademia fiorentina sous le patronage du Grand-duc.
- 1560 : la construction du palais des Offices commence à Florence.
- 1563 : création par Vasari de l'Académie du dessin de Florence, première académie artistique en Europe.
- 1569 : Cosme Ier est nommé par le pape Grand-duc de Toscane.
- 1582 : l'Accademia della Crusca, première académie de langue italienne est fondée à Florence.
- 1598 : création à Florence de Dafne de Jacopo Peri, considéré comme le premier opéra de l'histoire dont la musique a été perdue.

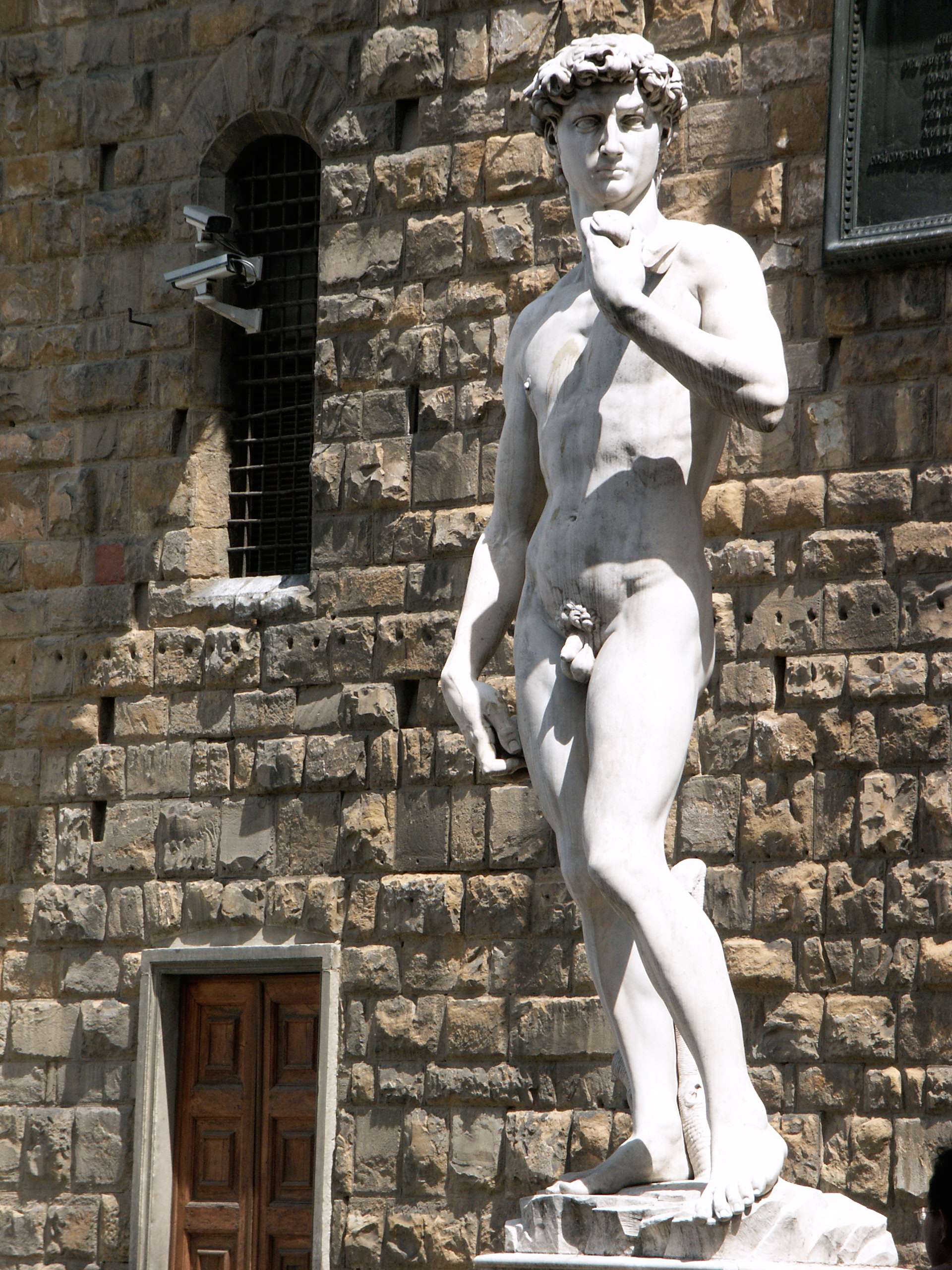
Copie du David de Michel-Ange, sur la Piazza della Signoria. L'original de la statue est exposé à l'Académie de Florence.

### XVIIesiècle
Les apports de la Renaissance se diffusant dans toute l'Europe, ils cessent d'être l'apanage de l'Italie (et de Florence) et peu de choses sont à dire de cette époque.
L'apogée de la marqueterie de pierres dures, le second art florentin organisé par l'Opificio delle pietre dure.

### XVIIIesiècle
- En 1737, l'extinction de la dynastie des Médicis et avènement de François-Étienne, ex-duc de Lorraine et de Bar. Son mariage avec Marie-Thérèse d'Autriche fonde la dynastie des Habsbourg-Lorraine.

La Toscane n'intègre pas les territoires de la Maison Impériale. Elle est remise au fils puîné de François-Étienne à la mort de celui-ci. Néanmoins la Toscane devient un territoire satellite de la couronne autrichienne tout en restant géographiquement séparée.
La dynastie grand-ducale Lorraine-Habsbourg règne calmement sur la ville, en lui accordant des libéralités : pendant que Livourne devient un port franc parmi des plus actifs de la Méditerranée, le grand-duc Pierre-Léopold entame la réforme agricole et est le premier souverain européen à abolir la torture et la peine de mort. Il tente même de faire de la Toscane la première monarchie constitutionnelle mais en est empêché par son frère l'empereur Joseph II du Saint-Empire. Sa réputation de monarque éclairé lui fit gagner l'estime du siècle des Lumières.

### XIXesiècle
- 1801 : chassé par les troupes françaises, le grand-duc Ferdinand III reçoit en compensation le grand-duché de Wurtzbourg tandis que Napoléon Bonaparte transforme la Toscane en royaume d'Étrurie qu'il donne au  gendre (et neveu) de son allié, le roi Charles IV d'Espagne Louis de Bourbon-Parme, lui aussi chassé de ses états par l'armée Française.
- 1807 : avec l'accord de l'Espagne, annexion du royaume d'Étrurie par les troupes napoléoniennes et constitution du département de l'Arno avec pour chef-lieu la ville de Florence. Reconstitution du grand-duché de Toscane donné à Elisa Bonaparte, sœur de l'empereur des Français.
- 1814 : le congrès de Vienne recrée le grand-duché de Toscane et le redonne à Ferdinand III.
- Dans la seconde moitié du XIXe siècle, la communauté étrangère arrive à représenter le quart de la population et de cette période remonte la vision romantique de la ville par les écrivains comme James Irving et des artistes préraphaélites et qui laisse en héritage à la ville de nombreuses villas de magnats (surtout anglais) avec leurs éclectiques collections d'art, qui aujourd'hui sont des musées : le musée Horne, le musée Stibbert, la villa La Pietra, etc.
- 1860 : après l'abdication du grand-duc Léopold II, son fils Ferdinand IV est chassé par les troupes sardes. La Toscane est intégrée au royaume d'Italie.
- 1865 : pour se rapprocher du centre historique de la péninsule Victor-Emmanuel II d'Italie fait de Florence sa capitale  politique et son lieu de résidence.
- 1870 : la conquête de Rome par les troupes Italiennes fait perdre à Florence sa place de capitale du pays.

### XXesiècle
- La population de Florence qui avait doublé au siècle précédent, triple au XXe siècle avec la croissance du tourisme, du commerce, des services financiers et de l'industrie.
- Pendant la Seconde Guerre mondiale la ville est occupée des Allemands entre 1943 et 1944. Elle résiste à l'occupation nazi et fasciste, avec son point culminant à l'insurrection d'août 1944 et dans la bataille épaulée par les forces des partisans pour la libération de la ville le 11 août 1944.
- Le 4 novembre 1966, une crue catastrophique du fleuve Arno provoque des dommages considérables dans toute la ville, qui entraînent la solidarité internationale.
- En 1986 Florence est élue capitale européenne de la culture.
- Le 27 mai 1993, un attentat mafieux contre la Galerie des Offices fait 5 morts et de nombreux dégâts à l'intérieur du musée.

### XXIesiècle
- En novembre 2002, Florence accueille le premier Forum social européen (FSE).
- Du 29 juillet au 5 août 2006, Florence accueille le 91e congrès mondial d'espéranto.
- Le 14 février 2010, inauguration de la première ligne de tramway de Florence. Elle sera prolongée en 2018.
- Le 30 et 31 mars 2017, à l'initiative de l'Italie, Florence accueille le premier "G7 de la culture", réunissant les ministres de la culture des 7 pays du G7.
- Le 11 février 2019, ouverture de la deuxième ligne de tramway (jusqu'à l'aéroport).

## Source
- (it) Cet article est partiellement ou en totalité issu de l’article de Wikipédia en italien intitulé « Storia di Firenze » (voir la liste des auteurs).